# Знак на Танит
Знакът на Танит е антропоморфен символ, изобразяван повсеместно в Картаген и градовете под пуническо влияние в Магреб и Западното Средиземноморие.
Запазен е върху много археологически останки от пунически произход, включително върху керамика.
Представлява геометрична композиция образувана от триъгълник (пирамида) и диск, разделени от хоризонтална линия като преграда. Спорно е дискът дали е Слънчев или лунен. На един по-късен етап знакът напомня човешки женски силует. Често пирамидата се подава над земята подобно на всевиждащото око. Над композицията е изобразяван лунния сърп символизиращ лунните фази.
Знакът на Танит често е бетил, предаващ подземния характер на пуническите божества, асоцииран със звездния им произход в изображението на диска.
Знакът на Танит се открива върху търговските изделия с пунически произход, като първи измежду най-често срещаните пунически символи, следван от идолът под формата на бутилка в който била сипвана пепелта на изгаряните в тофета, за да не се събуди техния дух и да обладае земния свят, следван от кадуцей, диск с полумесец, розетка и изображението на Венера под формата на светеща звезда и символизираща нощта.